# Carosello matrimoniale
Carosello matrimoniale (The Marriage-Go-Round) è un film del 1961 diretto da Walter Lang.